# Back in Time (Pitbull)
Back in Time è un brano musicale del rapper statunitense Pitbull, pubblicato come singolo il 26 marzo 2012 dall'etichetta discografica Polo Grounds.
Il brano fa parte della colonna sonora ufficiale del film Men in Black 3.

## Descrizione
Il riff di chitarra presente nel brano è un campionamento della canzone del 1956 Love Is Strange del duo R&B statunitense Mickey & Sylvia.

## Il video
Un video contenente solo il brano è stato pubblicato il 26 marzo 2012 dal canale VEVO ufficiale del cantante, mentre il video ufficiale del brano è stato pubblicato il 7 dicembre 2012, ed in esso si possono vedere molte scene del film al quale è ispirata la canzone.

## Classifiche
| Classifica (2012)                   | Posizione più alta |
| ----------------------------------- | ------------------ |
| Australia (ARIA Charts)             | 32                 |
| Austria (Ö3 Austria Top 40)         | 18                 |
| Belgio (Ultratip Flanders)          | 76                 |
| Canada (Billboard Canadian Hot 100) | 16                 |
| Irlanda (Irish Singles Chart)       | 47                 |
| Italia (FIMI)                       | 71                 |
| Lussemburgo                         | 1                  |
| Switzerland (Schweizer Hitparade)   | 36                 |
| US Billboard Hot 100                | 11                 |
| US Pop Songs (Billboard)            | 25                 |

### Classifiche di fine anno
| Classifica (2012) | Posizione |
| ----------------- | --------- |
| Canada            | 32        |
| Stati Uniti       | 62        |
| Svizzera          | 30        |